# Jalibenchi, Lingsugur
Jalibenchi là một làng thuộc tehsil Lingsugur, huyện Raichur, bang Karnataka, Ấn Độ.